# Anopheles hamoni
Anopheles hamoni este o specie de țânțari din genul Anopheles, descrisă de Adam în anul 1962.
Este endemică în Congo. Conform Catalogue of Life specia Anopheles hamoni nu are subspecii cunoscute.